# Antoni Ametller Gaspar
|  | Per a altres significats, vegeu «Antoni Ametller (cònsol)». |

Antoni Ametller (Mataró, 1955) és un exjugador de bàsquet professional català. Amb els seus 1,88 metres d'alçada, la seva posició a la pista era la d'aler.

## Carrera esportiva
Va començar jugant als infantils de l'Ignis Mataró. Als 11 anys va despertar l'interès de Reial Madrid i FC Barcelona, però va acabar fitxant pel Joventut de Badalona. A la Penya s'hi va estar 4 temporades: dos al júnior i dos al sènior, amb Clinton Morris i Lluís Cortés com a entrenadors. El 1975 va fitxar pel Círcol Catòlic de la mà d'Aíto, on va jugar sis temporades. Va formar part de l'equip badaloní que va arribar a disputar les semifinals de la Copa Korac el 1978. Després va jugar dos anys a Manresa, i dos anys més al CB L'Hospitalet, amb qui disputaria la primera temporada de lliga amb el format ACB. Es va retirar als 28 anys a causa de les lesions.
Va ser internacional júnior sota les ordres d'Ignacio Pinedo i Aíto García Reneses, aconseguint la plata europea a Orleans l'any 1974.